# Kohlerer Bahn

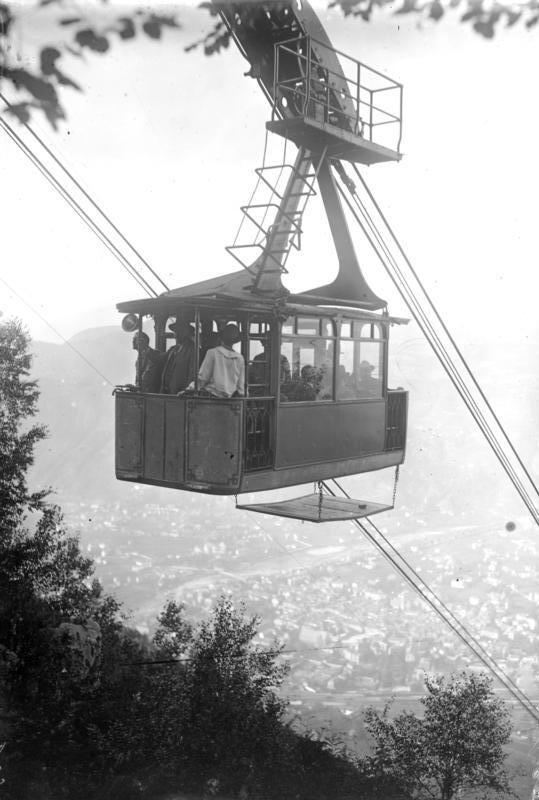
Zweite Kohlerer Bahn (1912–1943)

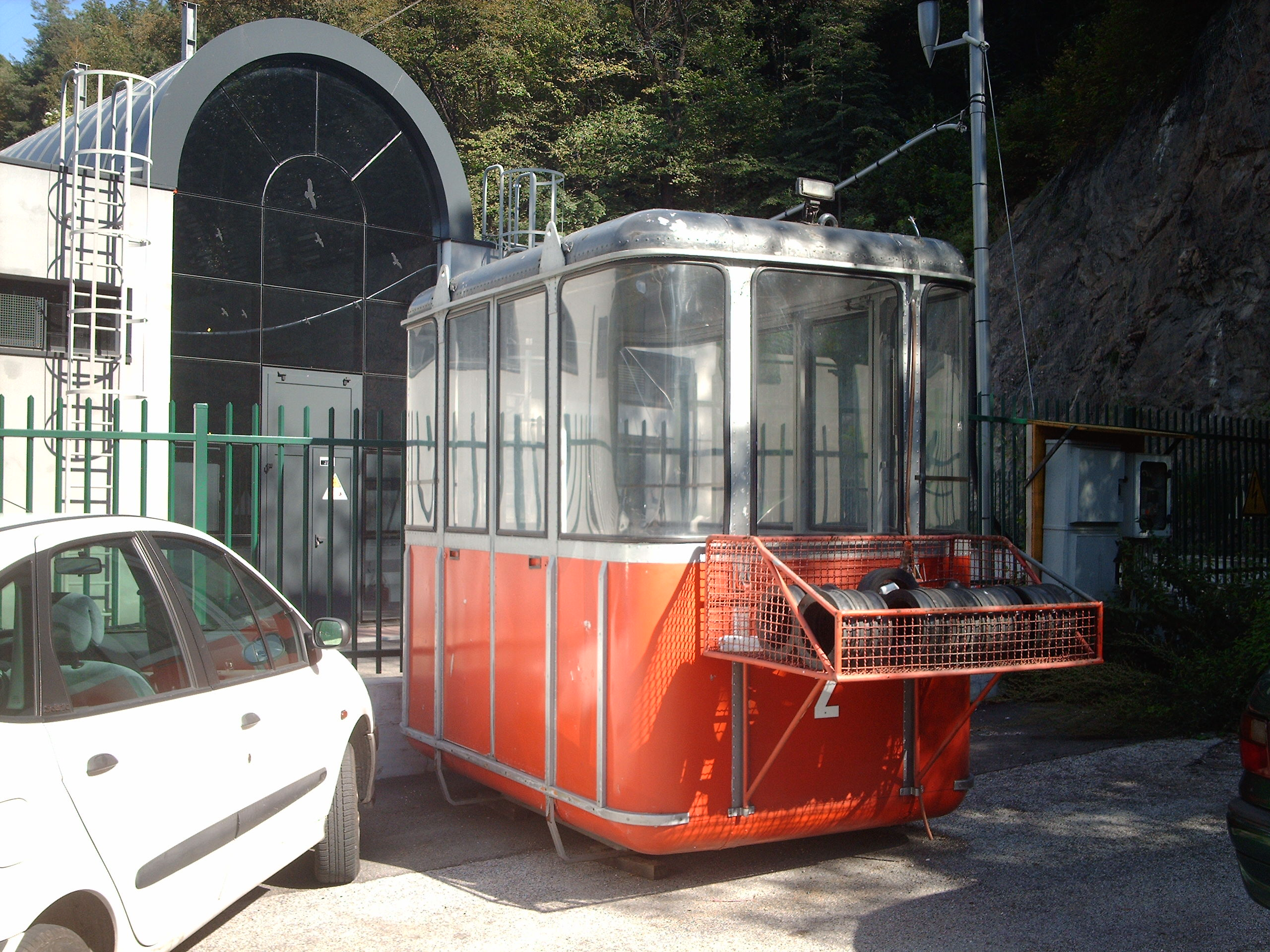
Die Kabine der Kohlerer Bahn zwischen 1965 und 2006

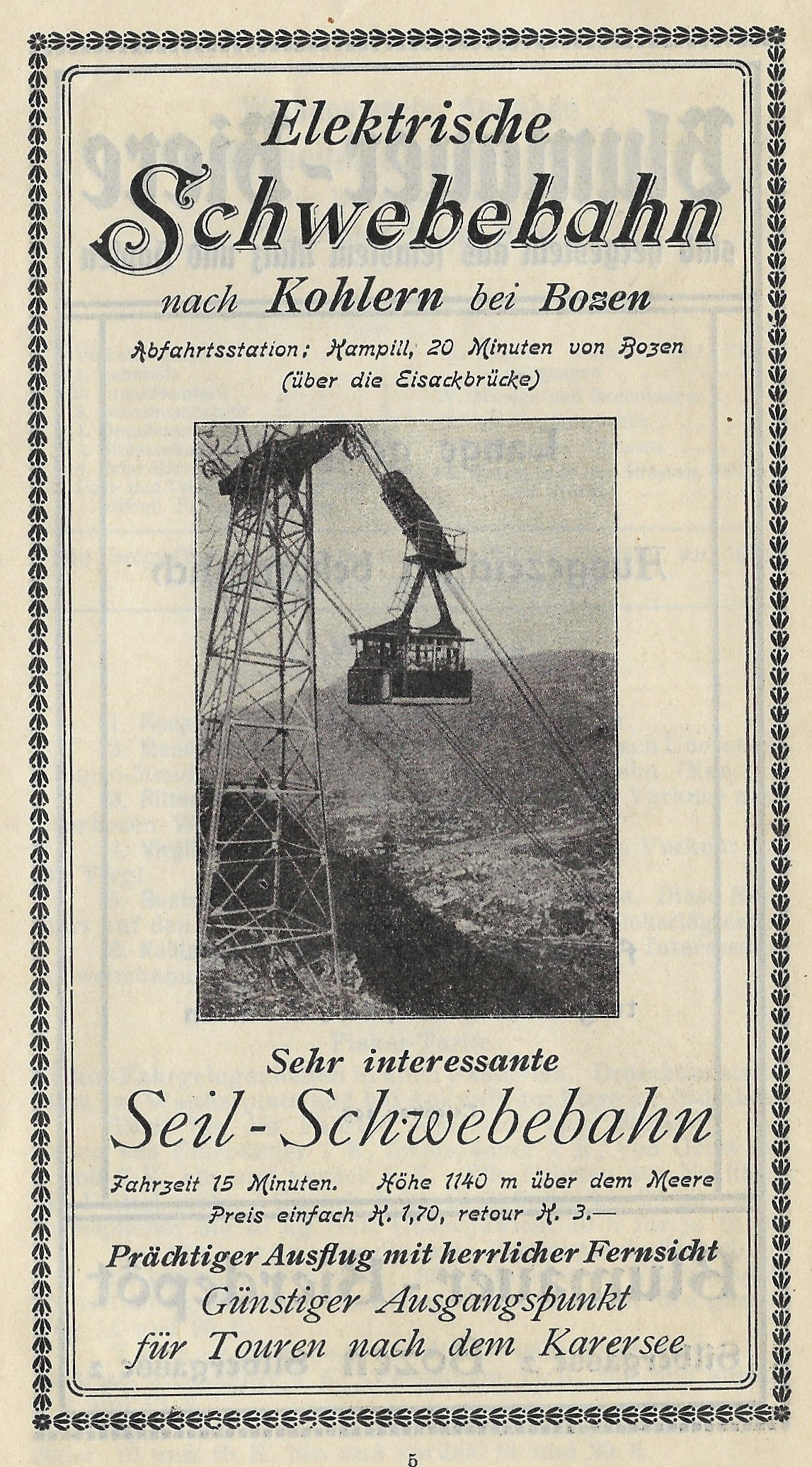
Werbung für die Seilschwebebahn Kohlern im Pharus-Plan für Bozen-Gries von ca. 1910

Die Kohlerer Bahn ist eine Seilbahn in der Südtiroler Landeshauptstadt Bozen. Sie bringt Passagiere von Kampenn über Kampill bei Bozen in das Dorf Kohlern auf dem 1.100 m hohen Kohlerer Berg. Dabei überwindet sie 835 m Höhenunterschied.
Die Pendelbahn ist die erste alpine Luftseilbahn für den Personentransport. Sie wurde 1908 in Betrieb genommen und war zusammen mit der Virglbahn, der Guntschnabahn und der Rittner Bahn eine von vier Bozner Bergbahnen. 

## Erste Kohlerer Bahn
Die Kohlerer Seilbahn in der ehemaligen Landgemeinde Zwölfmalgreien wurde am 29. Juni 1908 eröffnet und verband den Ortsteil Kampill auf einer Gesamtstrecke von 1,5 km mit den auf Kohlern befindlichen Häusern. Der Bozner Gastwirt Josef Staffler hatte dieses Unterfangen in eigener Regie mit persönlichen finanziellen Mitteln begonnen und auch ausgeführt. Projektant war Ing. Haas. Erbaut wurde die Bahn von der Maschinen- und Waggonbau-Fabriks-Aktiengesellschaft in Simmering, vormals H.D. Schmid. Die Eröffnung fand einen Monat vor der des Wetterhorn-Aufzuges in der Schweiz statt.
Die Bahn hatte hölzerne Stützen, ein Tragseil, aber aus Sicherheitsgründen schon zwei Zugseile. Der Wagen mit sechs Plätzen mit seiner schrägen Konstruktion ähnelte der Konstruktion vieler Standseilbahnen: die bergseitige Sitzbank war höher angeordnet als die talseitige, um an den treppenartigen Bahnsteigen das Ein- und Aussteigen zu erleichtern. Die Kabine hing an zwei hintereinander angeordneten Laufwerken mit je zwei Rollen, so dass die Neigung der Kabine stets der Neigung des Seils folgte. Die Bahn war zwei Jahre in Betrieb, in denen sie über 100.000 Personen unfallfrei beförderte. Der Betrieb wurde dann von der für Seilbahnen zuständigen Eisenbahnbehörde verboten, weil die hölzernen Seilbahnstützen nicht genug Sicherheit zu bieten schienen.

### Technische Daten der ersten Kohlerer Bahn
- Streckenlänge: 1500 m
- Größte Neigung: 80 %
- Höhenunterschied: 795 m
- Erreichte Höhenquote: 1140 m
- Kapazität: 6 Personen pro Kabine
- Fahrgeschwindigkeit: 1,6 m/s
- maximale Förderleistung: 24 Personen pro Stunde[2]

## Zweite Kohlerer Bahn
Der Besitzer beauftragte daraufhin die Adolf Bleichert & Co. mit dem Bau einer neuen Anlage. Diese Ende 1912 fertiggestellte und nach ausführlichen Überprüfungen durch das k. u. k.-Eisenbahnministerium am 10. Mai 1913 in Betrieb genommene Anlage hatte zwölf eiserne Stützen und auf jeder Seite zwei an der Bergstation verankerte Tragseile, die im Tal mit Gewichten gespannt wurden, und zwei Zugseile mit entsprechenden Gegenseilen auf der Talseite, die ebenfalls Spanngewichte im Tal hatten. Die Laufwerke enthielten zwei Wippen mit jeweils zwei Rollen pro Tragseil, so dass das Gewicht des Wagens durch insgesamt acht Rollen auf die beiden Tragseile übertragen wurde. Die Kabinen für 17 Personen hatten – ähnlich wie bei einem Eisenbahnwaggon – offene Plattformen an beiden Enden und fuhren mit max. 2 m/s (7,2 km/h) auf einer Strecke, die Steigungen bis zu 100 % erreichte.
Diese zweite Kohlerer Bahn wurde 1943 beim fünften großen Luftangriff von Bombern der Alliierten auf Bozen zerstört.

### Technische Daten der zweiten Kohlerer Bahn
- Streckenlänge: 1630 m
- Größte Neigung: 107 %
- Höhenunterschied: 842 m
- Erreichte Höhenquote: 1129 m
- Kapazität: 16 Personen pro Kabine
- Fahrgeschwindigkeit: 2,0 m/s
- maximale Förderleistung: 80 Personen pro Stunde[2]

## Dritte Kohlerer Bahn
Erst 1963/64 wurde ein Neubau von Hölzl Seilbahnbau ausgeführt und im Januar 1965 offiziell in Betrieb genommen. Diese Seilbahn hat ein Tragseil, ein Zugseil und geschlossene Kabinen in der zu dieser Zeit üblichen Form. Die Anlage wurde 1986 modernisiert. 2006 erhielt sie neue Kabinen für 20 Personen und eine vollautomatische Ausrüstung der Talstation. 2017 wurde die Bahn in den Verkehrsverbund Südtirol integriert.

### Technische Daten der dritten (heutigen) Kohlerer Bahn
- Schräge Länge: 1650 m
- Höhenunterschied: 843 m
- Erreichte Höhenquote: 1110 m
- Fahrzeit: 5 min.
- Kapazität: 25 Personen pro Kabine, ab 2006 neue Kabinen zu je 20 Personen
- Fahrgeschwindigkeit: 8,0 m/s

## Diskussion um den Titel
Auch wenn vielfach behauptet wird, die Kohlerer Bahn sei die erste Seilschwebebahn der Welt (so ohne Einschränkung die Website des Technikmuseums tecneum) oder die erste Seilschwebebahn der Welt allein für den Personentransport, so ist dies dennoch nicht richtig. Die zahlreichen, um die Jahrhundertwende bereits betriebenen Materialseilbahnen führten oft auch schon Personentransporte durch, wenn auch nicht für den rein touristischen Verkehr. So hatte z. B. die von Adolf Bleichert & Co. gebaute und 1905 eröffnete Materialseilbahn Chilecito-La Mejicana eine gesonderte, geschlossene Personengondel. Die erste, allein für den Personentransport bestimmte Luftseilbahn war die von Leonardo Torres Quevedo 1907 in San Sebastián gebaute Luftseilbahn auf den Monte Ulia (wurde im August 1912 eingestellt). Die 1901 eröffnete, seilbetriebene Schwebebahn Dresden ist noch älter, aber keine direkte Konkurrenz, da sie eben keine Luftseilbahn ist. Die Kohlerer Bahn ist daher lediglich die erste Luftseilbahn für den Personentransport in Mitteleuropa bzw. im Alpenraum. Sie ist aber auch die erste „moderne“ Personen-Seilschwebebahn der Welt, mit pendelnd am Fahrwerk angebrachten Wagen und vielen weiteren umfangreichen technischen Neuheiten.